# Liste des volcans des Îles Salomon
Cet article recense les volcans des Îles Salomon. 

## Liste
| Nom        | Altitude | Dernière éruption | Coordonnées           |
| ---------- | -------- | ----------------- | --------------------- |
| Coleman    | ?        | ?                 | 8° 50′ S, 157° 10′ E  |
| Gallego    | +01 000, | ?                 | 9° 21′ S, 159° 44′ E  |
| Kana Keoki | −00700,  | ?                 | 8° 45′ S, 157° 02′ E  |
| Kavachi    | −00020,  | 2004              | 9° 01′ S, 157° 57′ E  |
| Nonda      | +00760,  | Pléistocène       | 7° 40′ S, 156° 36′ E  |
| Savo       | +00485,  | 1847              | 9° 08′ S, 159° 49′ E  |
| Simbo      | +00335,  | 1910              | 8° 18′ S, 156° 31′ E  |
| Tinakula   | +00851,  | 2002              | 10° 23′ S, 165° 48′ E |